# Arna kommun
Arna kommun (norska: Arna kommune) var en kommun i Hordaland fylke i västra Norge. Kommunen omfattade den nordöstra delen av nuvarande Bergens kommun (Arna och Ytre Arna socknar). Orten Indre Arna utgjorde kommunens centralort.

## Administrativ historik
Arna kommun upprättades den 1 januari 1964 genom en ombildning av en del av den då upplösta Haus kommun.
Den 1 januari 1972 gick Arna kommun, tillsammans med kommunerna Fana, Laksevåg och Åsane, upp i Bergens kommun. Kommunens hade då 11 766 invånare.